# Thysanotus manglesianus
Thysanotus manglesianus är en sparrisväxtart som beskrevs av Carl Sigismund Kunth. Thysanotus manglesianus ingår i släktet Thysanotus och familjen sparrisväxter. Inga underarter finns listade i Catalogue of Life.